# Кодекс Феодосія
Кодекс Феодосія (лат. Codex Theodosianus) — перша офіційна збірка законів Римської імперії.
До IV століття укази (або конституції) римських імператорів протягом перших двох сторіч принципату,  що не мали великого впливу на правовідносини, стали значущим джерелом права. Конституції імператорів до Діоклетіана були зібрані юристом на ім'я Грегорій в 14 книгах під назвою Грегоріанів кодекс. У правління Константина були зібрані пізніші конституції , знову-таки приватно, законознавцем Гермогеніаном в так званому кодекс Гермогеніана.
До правління Феодосія II обидва кодифікування достатньо застаріли, тому імператор 428 року призначив комісію з 8 юристів і доручив їм зібрати видані Костянтином і його наступниками конституції в єдину. Передбачалося на додаток до двох попередніх компіляцій видати збірку конституцій, що діяли, і, понад те, скласти збірку конституцій відмінених або переглянутих — в цілях збереження їх тексту для вивчення юристами майбутніх поколінь.
Робота комісії призупинилась, як тільки вони взялися за розбір преторського права і думок провідних юристів, яких планувалося прикласти до укладення як коментаря. Зрештою, від цієї ідеї довелося відмовитися. У 435 р. імператор подвоїв число членів комісії, і через два роки вони закінчили роботу над 16 книгами конституцій, виданих пізніше за кодекс Гермогеніана і що зберігали свою силу. Кодекс Феодосія був офіційно прийнятий для загального керівництва 15 лютого 438 року . Конституції, що видавали після нього , отримали назву «Нових законів» (novellae leges).
Кодекс був складений в Константинополі і  відобразив реалії Східної Римської імперії — боротьбу з аріанами та іншими єретиками, процес закріпачення селянства, зростання деспотизму імператорів. У 439 р. Феодосій переслав екземпляр укладення західному імператорові Валентиніану III, який ввів його в обов'язкове використання на своїх землях.
Навіть після того, як при Юстиніані була здійснена набагато більш повна кодифікація римського права, в Галлії та інших західних провінціях продовжували керуватися Феодосієвим зведенням конституцій. Codex Theodosianus не раз перевидавався, як в середні віки, так і в новий час.